# The Knife (album)
The Knife er debutalbummet fra den svenske electropop-duo The Knife. Albummet blev frigivet i Sverige den 5. februar 2001 af pladeselskabet Rabid Records og efterfølgende frigivet i Storbritannien den 8. marts 2004 også af Rabid. Den 31. oktober 2006, blev albummet frigivet i USA sammen med The Knife's andet album Deep Cuts.

## Numre
1. "Neon" – 4:07
2. "Lasagna" – 5:07
3. "Kino" – 3:13
4. "I Just Had to Die" – 4:34
5. "I Take Time" – 3:04
6. "Parade" – 3:50
7. "Zapata" – 4:10
8. "Bird" – 4:34
9. "N.Y. Hotel" – 2:47
10. "A Lung" – 3:26
11. "Reindeer" – 7:11

Bonusnumre på den britiske udgave:
1. "High School Poem" – 1:23
2. "Hannah's Conscious" – 3:43
3. "Vegetarian Restaurant" – 2:32